# Davey Point
Davey Point är en udde i Antarktis. Den ligger på King George Island i Sydshetlandsöarna. Argentina, Chile och Storbritannien gör anspråk på området.
Terrängen inåt land är huvudsakligen kuperad, men åt nordost är den platt. Havet är nära Davey Point åt nordväst. Trakten är glest befolkad. Närmaste befolkade plats är Commandante Ferraz Station, 14,7 kilometer sydost om Davey Point.